# Ванн-Кроссроудс (Північна Кароліна)
Ванн-Кроссроудс (англ. Vann Crossroads) — переписна місцевість (CDP) в США, в окрузі Сампсон штату Північна Кароліна. Населення — 306 осіб (2020).

## Географія
Ванн-Кроссроудс розташований за координатами 35°10′12″ пн. ш. 78°24′15″ зх. д. / 35.17000° пн. ш. 78.40417° зх. д. (35.170129, -78.404110).  За даними Бюро перепису населення США в 2010 році переписна місцевість мала площу 11,83 км², з яких 11,81 км² — суходіл та 0,02 км² — водойми.

## Демографія
Згідно з переписом 2010 року, у переписній місцевості мешкало 336 осіб у 142 домогосподарствах у складі 102 родин. Густота населення становила 28 осіб/км².  Було 152 помешкання (13/км²).
Расовий склад населення:
| - 82,7 % — білих - 6,0 % — чорних або афроамериканців - 1,8 % — корінних американців - 0,3 % — азіатів - 8,3 % — осіб інших рас |

До двох чи більше рас належало 0,9 %. Частка іспаномовних становила 8,3 % від усіх жителів.
За віковим діапазоном населення розподілялося таким чином: 23,2 % — особи молодші 18 років, 54,8 % — особи у віці 18—64 років, 22,0 % — особи у віці 65 років та старші. Медіана віку мешканця становила 43,8 року. На 100 осіб жіночої статі у переписній місцевості припадало 88,8 чоловіків;  на 100 жінок у віці від 18 років та старших — 91,1 чоловіків також старших 18 років.
Середній дохід на одне домашнє господарство  становив 91 633 долари США (медіана — 59 375), а середній дохід на одну сім'ю — 108 761 долар (медіана — 71 750). За межею бідності перебувало 13,1 % осіб, у тому числі 0,0 % дітей у віці до 18 років та 0,0 % осіб у віці 65 років та старших.
Цивільне працевлаштоване населення становило 123 особи. Основні галузі зайнятості: сільське господарство, лісництво, риболовля — 31,7 %, публічна адміністрація — 22,0 %, виробництво — 12,2 %, транспорт — 8,1 %.